# 추억 (2017년 영화)
《추억》(일본어: 追憶, 영어: Tsuioku)는 2017년 개봉된 일본의 휴먼 서스펜스 영화이다. 감독은 후루하타 야스오. 주연은 오카다 준이치.

## 출연
- 요모 아츠시 : 오카다 준이치
- 타도코 케이타 : 오구리 슌
- 가와바타 사토루 : 에모토 타스쿠
- 시카타 미나코 (아츠시의 아내) : 나가사와 마사미
- 타도코 진리 : 키무라 후미노
- 가와바타 사요코 : 니시다 나오미
- 니시나 료코 : 안도 사쿠라
- 야마가타 미츠오 : 요시오카 히데타카
- 히구치 : 야지마 켄이치
- 도요타 고이치 : 키타미 토시유키
- 야마자키 유타카 : 야스다 켄
- 미우라 타카히로
- 타카하시 츠토무
- 시부카와 키요히코
- 릴리
- 타이가

## 스태프
- 감독 : 후루하타 야스오
- 원작·각본 : 아오시마 타케시, 다키모토 토모유키
- 촬영 :  기무라 다이사쿠, 사카가미 무네요시
- 음악 : 센주 아키라
- 제작 : 이치가와 미나미
- 미술 : 하라다 미츠오
- 녹음 : 이시데라 켄이치
- 조명 : 스즈키 히데유키
- 편집 : 이타가키 케이이치
- 음향 효과 : 사사키 히데요
- 제작 프로덕션 : 도호 영화, 디그 & 페레로즈
- 제작 협력 : 영화 〈추억〉 제작위원회(도호, 덴츠, WOWOW, 쇼가쿠칸, 제이 스톰, 아사히, 마이니치 신문사, 시사통신사, 한큐 교통사, 키노시타 그룹 일본 출판 판매, 도큐 에이전시, 히카리 TV, GYAO, 주니치 신문사, 니혼 신문사)
- 배급 : 도호